# Marcusenius devosi
Marcusenius devosi es una especie de pez elefante eléctrico en la familia Mormyridae presente en el Río Tana y probablemente en algunos sistemas hidrícos del este de África. Es nativa de la Kenia y puede alcanzar un tamaño aproximado de 121 cm.
Respecto al estado de conservación, se puede indicar que de acuerdo a la IUCN, no existen antecedentes suficientes que permitan catalogarla en alguna categoría.